# Puebla de la Calzada
Puebla de la Calzada je španělská obec situovaná v provincii Badajoz (autonomní společenství Extremadura).

## Poloha
Obec je vzdálena 2,4 km od města Montijo, 33 km od Méridy a 37 km od města Badajoz. Patří do okresu Tierra de Mérida - Vegas Bajas a soudního okresu Montijo. Obcí prochází silnice EX-209 a EX-328.

## Historie
V roce 1834 se obec stává součástí soudního okresu Mérida. V roce 1842 čítala obec 510 usedlostí a 1980 obyvatel.

## Odkazy

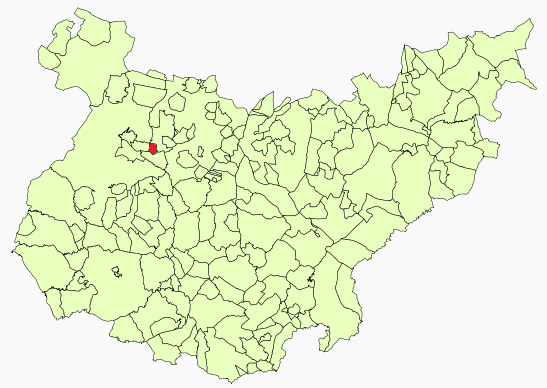
Poloha obce v provincii Badajoz

## Demografie
| Populace obce Puebla de la Calzada z let (1842–2010) | Populace obce Puebla de la Calzada z let (1842–2010) | Populace obce Puebla de la Calzada z let (1842–2010) | Populace obce Puebla de la Calzada z let (1842–2010) | Populace obce Puebla de la Calzada z let (1842–2010) | Populace obce Puebla de la Calzada z let (1842–2010) | Populace obce Puebla de la Calzada z let (1842–2010) | Populace obce Puebla de la Calzada z let (1842–2010) | Populace obce Puebla de la Calzada z let (1842–2010) | Populace obce Puebla de la Calzada z let (1842–2010) | Populace obce Puebla de la Calzada z let (1842–2010) | Populace obce Puebla de la Calzada z let (1842–2010) | Populace obce Puebla de la Calzada z let (1842–2010) | Populace obce Puebla de la Calzada z let (1842–2010) | Populace obce Puebla de la Calzada z let (1842–2010) | Populace obce Puebla de la Calzada z let (1842–2010) | Populace obce Puebla de la Calzada z let (1842–2010) | Populace obce Puebla de la Calzada z let (1842–2010) |
| ---------------------------------------------------- | ---------------------------------------------------- | ---------------------------------------------------- | ---------------------------------------------------- | ---------------------------------------------------- | ---------------------------------------------------- | ---------------------------------------------------- | ---------------------------------------------------- | ---------------------------------------------------- | ---------------------------------------------------- | ---------------------------------------------------- | ---------------------------------------------------- | ---------------------------------------------------- | ---------------------------------------------------- | ---------------------------------------------------- | ---------------------------------------------------- | ---------------------------------------------------- | ---------------------------------------------------- |
| 1842                                                 | 1857                                                 | 1860                                                 | 1877                                                 | 1887                                                 | 1897                                                 | 1900                                                 | 1910                                                 | 1920                                                 | 1930                                                 | 1940                                                 | 1950                                                 | 1960                                                 | 1970                                                 | 1981                                                 | 1991                                                 | 2001                                                 | 2010                                                 |
| 1 980                                                | 2 946                                                | 2 764                                                | 3 171                                                | 3 629                                                | 3 856                                                | 3 757                                                | 3 809                                                | 4 072                                                | 4 314                                                | 5 703                                                | 6 251                                                | 6 623                                                | 5 524                                                | 5 522                                                | 5 528                                                | 5 522                                                | 5 963                                                |